# Kofi Abrefa Busia
Kofi Abrefa Busia (ur. 11 lipca 1913, Wenchi, Złote Wybrzeże, zm. 28 sierpnia 1978, Oksford, Wielka Brytania) – polityk i historyk ghański.
Od 1957 do 1959 przewodniczył Partii Zjednoczonej, znajdującej się w opozycji wobec rządów Kwame Nkrumaha. Drugi premier Ghany od 1 października 1969 do 13 stycznia 1972, jednocześnie przewodniczący Partii Rozwoju. Został obalony przez wojskowy zamach stanu pułkownika Ignatiusa Kutu-Acheamponga, po czym wyemigrował. Zmarł na zawał serca w Wielkiej Brytanii.